# William Spencer Anderson
Pour les articles homonymes, voir Spencer, William Spencer et William Anderson.
William Spencer Anderson, né en 1832 et mort le 27 septembre 1872, est un homme politique et explorateur afro-américain au Liberia. À l'origine coiffeur, Anderson émigre au Liberia à l'âge de 20 ans et, en cinq ans, hérite d'une plantation de canne à sucre. Il développe son activité et devient le plus grand producteur de sucre et de café au Liberia. Entré en politique avec le True Whig Party, Anderson est choisi pour être président (en) de la Chambre des représentants du Libéria, de 1869 à 1871. Il entreprend une expédition pour construire une route de Monrovia à Moussodougou, dans ce qui est aujourd'hui le Burkina Faso, mais il est contraint d'abandonner la tentative. De retour à Monrovia, il négocie un prêt de 500 000 dollars pour le gouvernement auprès de financiers britanniques. Il est critiqué pour les conditions du prêt et est arrêté. Il est assassiné le 27 septembre 1872.

## Biographie
Né libre à Wilmington, Delaware en 1832, Anderson travaille comme barbier et appartient à l'Église épiscopale protestante. Anderson émigre au Libéria en janvier 1853, à l'âge de 20 ans, et hérite d'une grande plantation de sucre sur la rivière Saint-Paul en 1858,. Il étend ses domaines et est devenu le plus grand producteur de sucre et de café du pays, voyageant jusqu'à Bopolu pour chercher des ouvriers pour ses plantations.
William Anderson est membre du parti dominant True Whig et est élu à la Chambre des représentants en 1869. Il devient président de la Chambre après l'investiture d'Edward James Roye en 1870. Roye charge Anderson de tracer une route plus directe vers Moussodougou (dans l'actuel Burkina Faso) que celle qui est utilisée  par l'explorateur et homme politique Benjamin Anderson (en). Benjamin Anderson, alors secrétaire au Trésor, est en partie responsable de la planification de l'entreprise. William Spencer Anderson quitte Monrovia pendant les vacances de la Chambre en mai 1870 avec une réserve de marchandises commerciales, un certain nombre de porteurs et une escorte armée,.
Pour accomplir sa mission, il est autorisé à acheter des terres et à négocier des traités avec les tribus locales afin de faciliter cela. Anderson est arrivé à Kpayekwele après avoir placé environ 150 000 personnes sous contrôle libérien et acheté 250 miles carrés de terres. Il met alors fin à son expédition car il arrive à court de moyens. Il fait probablement référence à l'empêchement de son voyage par des groupes locaux en guerre, bien que le retard puisse également avoir été causé par un manque de ressources, une mauvaise santé ou des raisons politiques. Il retourne à Monrovia en août avec des échantillons de marchandises commerciales. On lui confie le fils du chef de Kpayekwele pour l'éduquer à Monrovia,.
En 1871, Anderson est chargé par Roye de négocier un prêt auprès de financiers britanniques. Il réussit à obtenir 500 000 $ par l'intermédiaire de David Chinery, le consul général britannique, mais les conditions du prêt sont critiquées pour être impraticables et Anderson est arrêté,.
Le 27 septembre 1872, il est tué lors d'une fusillade menée par Jesse Sharp,. Il est abattu alors qu'il quitte le palais de justice où son procès venait de se terminer en sa faveur. Les motifs de l'assassinat sont politiques puisque Roye est depuis peu évincé par ses adversaires politiques.